# Enantiulus dentigerus
Enantiulus dentigerus är en mångfotingart som först beskrevs av Karl Wilhelm Verhoeff 1901.  Enantiulus dentigerus ingår i släktet Enantiulus och familjen kejsardubbelfotingar. Inga underarter finns listade i Catalogue of Life.